# Miłość po grób
Miłość po grób – meksykańska telenowela z 2018 roku, wyprodukowana przez W Studios, Lemon Studios dla Televisa i Univision. Nowa wersja kultowej telenoweli Prawo pożądania.
Polska premiera odbyła się 28 grudnia 2020 na kanale Novelas+.

## Emisja w Polsce
Telenowela w Polsce emitowana była od 28 grudnia 2020 do 27 kwietnia 2021, od poniedziałku do piątku premierowo o godzinie 15.00 na tematycznym kanale Novelas+. 
Lektorem telenoweli był Marek Ciunel. Opracowaniem wersji polskiej zajęło się Canal+.

## Fabuła
Historia miłosna o krzyżujących się losach i drugich szansach, która zgłębia tajemnicę życia po śmierci. Mediowy potentat zostaje zamordowany w dniu swojego ślubu. W tym samym czasie na krześle elektrycznym zostaje stracony płatny zabójca w USA, znany jako „El Chino Valdés”. Magnat reinkarnuje się w ciele zabójcy. Jego dusza z kolei ląduje w ciele profesora antropologii. 

## Obsada[2]
- Angelique Boyer
- Michel Brown
- Claudia Martin
- Alejandro Nones
- Arturo Barba
- Macarena Achaga
- Jessica Más
- Henry Zakka
- Barbara Lopez
- Néstor Rodulfo
- Cinthia Vázquez

i inni.